# Eugène Follin
Pour les articles homonymes, voir Follin.
Eugène Follin né le 25 novembre 1823 à Harfleur et mort le 21 mai 1867 est un chirurgien et ophtalmologue français, créateur de l'ophtalmoscope Follin.

## Biographie
François Anthime Eugène Follin est issu d'une famille normande distinguée, « d'une aisance honnête ». Fils unique, il perd son père très tôt et il est élevé par sa mère.
Il étudie sa médecine à Paris. Doté d'une grand capacité de travail, il est interne en 1845, aide d'anatomie en 1847 et prosecteur en 1850. Il obtient son doctorat en 1850 avec sa thèse Recherches sur les corps de Wolf.
En mai 1848, il est membre fondateur de la Société de biologie avec Charles-Nicolas Huel et Charles Philippe Robin,. Ce mouvement s'inscrit dans le sillage de la révolution de février 1848 qui galvanise une jeunesse recherchant l'utile et le nouveau.
En 1853, il devient professeur agrégé de chirurgie. Il fait partie des trois mousquetaires avec Aristide Verneuil et Paul Broca qui se voient eux-mêmes comme des triumvirs d'une jeune génération, se soutenant mutuellement pour « dire toute la vérité sur tout » en s'opposant aux « faux bonhommes et intriguants » de la génération précédente,.
Sa carrière de chirurgien se déroule à la Salpêtrière et à l'hôpital du Midi. Infatigable, il brille dans ses trois domaines : l'enseignement, la pratique médico-chirurgicale et la recherche.
En 1866, il est président de la société de chirurgie et membre de l'Académie de Médecine le 6 novembre de la même année. Mais il ne siège qu'à une seule séance : il meurt prématurément, frappé d'une attaque cérébrale, à l'âge de 44 ans.

## Travaux
Ses premiers écrits traitent de l'anatomie, la pathologie et la chirurgie générale,,. En 1853, dans sa thèse d'agrégation les rétrecissements de l'œsophage 27 il décrit la syphilis de l'œsophage.
il se spécialise dans l'ophtalmologie avec de nombreux articles sur le glaucome, l'iridectomie, l'accommodation, l'hémorragie rétinienne et le traitement des maladies des voies lacrymales.
Son ouvrage de référence est en 1859 Leçons sur l'exploration de l'œil et en particulier sur les applications de l'ophtalmoscope au diagnostic des maladies des yeux. cet atlas est considéré comme le premier ouvrage en langue française consacré à l'utilisation de l'ophtalmoscope.
L'ophtalmoscope Follin est le premier modèle d'ophtalmoscope pour l'examen des milieux transparents et du fond de l'œil. Il contient quatre verres correcteurs montés dans un disque rotatif de sorte que chaque lentille peut être mise en rotation en face de l'ouverture de l'objectif de l'appareil,.